# Václavův pramen (Stará Bělá)
Václavův pramen je vydatný pramen, který se nachází v městském obvodu Stará Bělá statutárního města Ostravy. Nachází se také na Moravě v Oderské bráně v Moravskoslezském kraji. Pramen protéká jako potůček dvěma jezírky a vtéká do Starobělského potoka (pravostranný přítok řeky Odry). Pramen je také využíván pro zalévání zahrádek v okolí. Pramen je volně přístupný.

## Další informace
Pramen se nachází na ulici "Na Mlýnoze" a je v databázi ČHMÚ veden jako PO 0022. Na katastru obce je ještě několik dalších pramenů.